# Isoperla luzoni
Isoperla luzoni är en bäcksländeart som beskrevs av Tierno de Figueroa 2005. Isoperla luzoni ingår i släktet Isoperla och familjen rovbäcksländor. Inga underarter finns listade i Catalogue of Life.